# Mariana Vicente
Mariana Paola Vicente Morales, (8 de enero  de 1989 en San Juan, Puerto Rico) Es una modelo, actriz y reina de belleza puertorriqueña.

## Biografía
Mariana Vicente es de ascendencia española y cita su abuelo, el Señor  Alverino Vicente, como una de sus influencias. Mariana Vicente es la mayor de cuatro hermanos: Ramón, Claudia Sofía, y Sebastián. Su padre, Ramón Vicente, es un hombre de negocios y su madre, Izayma Morales, trabaja en relaciones públicas Es estudiante en la Universidad de Puerto Rico en Carolina.

## Carrera
Mariana es una modelo muy conocida en Puerto Rico. Ella también ganó el prestigioso premio "La Cara de Imagen L'Oréal" en el 2005.

## Miss Universe Puerto Rico 2010
Mariana representó al pueblo de Río Grande en el  Miss Universe Puerto Rico que se realizó el 12 de noviembre de 2009 en San Juan, Puerto Rico. Además de ganar, se ha llevado los siguientes premios: Cara L'Bel, Premio Al mejor estilo JcPenney's, La Mejor Figura Holsum Light y la Mejor Pasarela Payless.

## Miss Universo 2010
Mariana representó a Puerto Rico en el certamen de Miss Universo 2010 el 23 de agosto de 2010 en el Mandalay Bay Resort and Casino en Las Vegas, Nevada donde logró colocarse en el grupo de las 10 semi-finalistas. Fue duramente criticada por utilizar un excéntrico vestido durante la competencia en traje de gala.

## Filmografía

### Cine
| Año  | Película                    | Personaje    | Dirección                  | País                            |
| ---- | --------------------------- | ------------ | -------------------------- | ------------------------------- |
| 2008 | Mi verano con Amanda        | Amiga #1     | Benjamín López             | Puerto Rico                     |
| 2015 | Self/less                   | Leah         | Tarsem Singh               | Estados Unidos                  |
| 2015 | Hot Tub Time Machine 2      |              | Steve Pink                 | Estados Unidos                  |
| 2015 | Get Hard                    |              | Etan Cohen                 | Estados Unidos                  |
| 2015 | Joe Dirt 2: Beautiful Loser |              | Fred Wolf                  | Estados Unidos                  |
| 2015 | The D Train                 |              | Jarrad Paul y Andrew Mogel | Estados Unidos                  |
| 2017 | The Lucky Man               | Rebecca      | Norman Gregory McGuire     | Estados Unidos                  |
| 2018 | 5 Weddings                  | Alexa DuPont | Namrata Singh Gujral       | Estados Unidos · India · Canadá |
| 2018 | Speed Kills                 | Mesera       | Fred Keller                | Estados Unidos                  |

### Televisión
| Año  | Título                            | Personaje                    | Canal   | País           | Notas                       |
| ---- | --------------------------------- | ---------------------------- | ------- | -------------- | --------------------------- |
| 2012 | The Bold and the Beautiful        | Modelo                       | CBS     | Estados Unidos | 2 episodios                 |
| 2012 | Illegal                           | joven Piedad                 |         | Estados Unidos | 1 episodio                  |
| 2013 | American Horror Story: Coven      | Gwen                         | FX      | Estados Unidos | Episodio: The Axeman Cometh |
| 2014 | American Horror Story: Freak Show | Carol la Mesera              | FX      | Estados Unidos | 2 episodios                 |
| 2015 | Scream Queens                     | Christina                    | Fox     | Estados Unidos | Episodio: Haunted House     |
| 2017 | Ozark                             | Prostituta Rubia de Fantasía | Netflix | Estados Unidos | 1 episodio                  |

## Participaciones en videos musicales
| Año  | Canción     | Banda/Músico | Dirección    |
| ---- | ----------- | ------------ | ------------ |
| 2017 | Mi religión | Yandel       | Carlos Pérez |